# Black or White (film, 2014)
Pour les articles homonymes, voir Black and White.
Pour plus de détails, voir Fiche technique et Distribution.
Black or White est un film américain écrit et réalisé par Mike Binder, présenté au Festival de Toronto en septembre 2014 et sortie en salles en janvier 2015.

## Synopsis
Elliot Anderson, avocat, vient de perdre son épouse Carol, avec qui il élevait leur petite-fille métisse, Eloïse, depuis la mort de leur fille en couches. Alors qu'il essaie de surmonter son chagrin, son univers bascule quand la petite est réclamée par sa grand-mère afro-américaine, Rowena, qui exige qu'elle soit confiée à son père, Reggie, un drogué qu'Elliot tient pour responsable de la mort de sa propre fille. Elliot se retrouve plongé dans une bataille acharnée pour la garde d'Eloïse. Il est prêt à tout pour que la petite ne se retrouve pas livrée à son père, incapable de s'occuper correctement d'elle.

## Fiche technique
Sauf indication contraire, les informations mentionnées dans cette section peuvent être confirmées par la base de données cinématographiques IMDb,  présente dans la section « Liens externes ».
- Titre : Black or White
- Réalisation et scénario : Mike Binder
- Décors : Christian Wintter
- Costumes : Claire Breaux
- Photographie : Russ T. Alsobrook
- Distribution des rôles : Sharon Bialy
- Montage : Roger Nygard
- Musique : Terence Blanchard
- Production : Mike Binder, Kevin Costner et Todd Lewis
  - Co-production : Gbenga Idowu
  - Production exécutive : Robert Ogden Barnum, Cassian Elwes et Jacob Pechenik
  - Production associée : Bryan Binder et Austin Gilmore
- Société(s) de production : BlackWhite, Sunlight Productions, Treehouse Films et Venture Forth
- Société(s) de distribution : Relativity Media
- Budget : 9 millions de $[1]
- Pays d’origine : États-Unis
- Langue originale : anglais
- Format : couleur — 35 mm et cinéma numérique (SxS Pro) — 2,35:1 (Arri Alexa) — son Dolby Digital ou Datasat
- Genre : drame
- Durée : 121 minutes
- Dates de sortie :
  -  Canada : 8 septembre 2014 (Festival de Toronto)
  -  États-Unis : 30 janvier 2015

## Distribution
- Kevin Costner (VF : Bernard Lanneau) : Elliot Anderson[2]
- Octavia Spencer : Rowena Jeffers[3]
- Jillian Estell : Eloise Anderson
- Bill Burr : Rick Reynolds[4]
- Mpho Koaho : Duvan Araga
- Anthony Mackie : Jeremiah Jeffers
- André Holland : Reggie Davis[4]
- Gillian Jacobs : Fay[5]
- Jennifer Ehle : Carol[4]
- Paula Newsome : Judge Cummins

## Accueil

### Box-office
| Pays ou région | Box-office   | Date d'arrêt du box-office | Nombre de semaines |
| -------------- | ------------ | -------------------------- | ------------------ |
| États-Unis     | 21 571 189 $ | 14 mai 2015                | 15                 |